# Peter Agre
Peter Agre (Northfield, 30 gennaio 1949) è un biologo statunitense.

## Biografia
Studiò biologia nel Augsburg College di Minneapolis, ottenendo un master nel 1974 nell'Università Johns Hopkins di Baltimora, dove fu professore nel 1981. Nel 2005 divenne vicerettore dell'Università Duke. Collabora da molti anni con il Dipartimento di Fisiologia dell'Università di Bari.

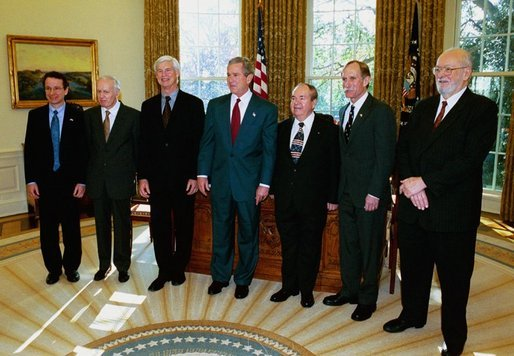
Peter Agre (2º da destra) con George W. Bush e altri 5 premi Nobel statunitensi

## Ricerca scientifica
Interessato alle caratteristiche della membrana cellulare, scoprì l'acquaporina, una proteina integrale che forma parte dei pori della membrana e che è permeabile all'acqua, mediante la tecnica del canale d'acqua.
Nel 2003 fu premiato con il Premio Nobel per la Chimica insieme con Roderick MacKinnon. Tutti e due gli scienziati furono premiati per le scoperte riguardanti le membrane cellulari, anche se Agre lo fu specialmente per la scoperta del canale dell'acqua, mentre MacKinnon per gli studi strutturali e meccanici sui canali ionici.